# Лачинов, Павел Александрович
Па́вел Алекса́ндрович Лачи́нов (19 (31) декабря 1837, Шацк, Тамбовская губерния — 22 июня (4 июля) 1891, усадьба Светье Боровичского уезда Новгородской губернии) — русский химик-органик.

## Биография
Происходил из старинного русского рода Лачиновых. Брат военного историка Н. А. Лачинова и физика Д. А. Лачинова, писательницы П. А. Лачиновой; двоюродный прадед физикохимика М. М. Шульца, двоюродный прапрадед художника Алексея Шульца.
Воспитывался в Павловском кадетском корпусе. В службе состоял в Лейб-гвардии гренадерском полку с прикомандированием в Михайловскую артиллерийскую академию, которую окончил в 1858 году.
С 1860 года — репетитор по химии в Павловском корпусе, с 1862 — преподаватель физики и химии, библиотекарь и хранитель музея в Нижегородском Аракчеевском кадетском корпусе.
С 1863 года учился в Корпусе горных инженеров, где слушал специальный курс металлургии «ввиду приготовления к особой должности артиллерийского помощника».
В 1865 году он ушёл из военной службы и поступил помощником профессора А. Н. Энгельгардта в Санкт-Петербургском земледельческом (затем лесном) институте. В 1868—1892 годах читал в Лесном институте курс химии (кроме 1870 и 1871 годов). Работал не только с А. Н. Энгельгардтом (до 1875), но и с Н. Н. Соколовым, чья последняя работа «О действии аммиака на ацетон» (1874) была выполнена совместно с П. А. Лачиновым.
В 1877 — стал руководить химической лабораторией института (теперь уже — Лесного); помощником его был М. Г. Кучеров.
П. Л. Лачинов был известен как отличный экспериментатор, среди студентов пользовался вниманием и любовью. В Русском Химическом Обществе, одним из основателей которого он был, Лачинов сотрудничал с Д. И. Менделеевым и др. учёными. Он был одним из учителей и сотрудников П. А. Костычева.

## Научные достижения
Основные научные работы посвящены изучению зависимости свойств органических соединений от их строения. Синтезировал (1865—1870) различные нитро-, циан- и галогенпроизводные бензола, толуола и других ароматических углеводородов, и изучал зависимость свойства этих соединений от положения заместителей в ароматическом ядре. Исследовал природные соединения, входящие в состав желчи.
Разработал в 1868 году способ точного определения фосфорной кислоты при почвенных анализах.
В 1880 году, ещё до установления общего понятия о твёрдых растворах (1890, Я. Х. Вант-Гофф), П. А. Лачинов изучал образование твёрдых однородных фаз переменного состава жирными кислотами: холевой, желчной и стеариновой. Большой научный интерес и практическое значение твёрдых растворов для минералогии, технологии и металлургии привлекли к ним внимание русских ученых. П. А. Лачинов пришёл к убеждению о значительном распространении кристаллических тел переменного состава.

Рядом весьма тщательных опытов этот образцовый наблюдатель показал, что однородные кристаллы холевой кислоты, а также других желчных кислот способны удерживать переменные количества воды, спиртов, стеариновой и пальмитиновой кислот, мочевины и других веществ, которые присоединяются весьма прочно и не могут быть удалены повторной кристаллизацией. 
— Н. С. Курнаков. Введение в физико-химический анализ.

## Награды и научное признание
За исследования ароматических соединений, по теории химического строения А. М. Бутлерова, А. Н. Энгельгардт и П. Л. Лачинов в 1870 году были удостоены Ломоносовской премии.

В 1887 г. проф. П. А. Лачинов и Ерофеев нашли алмазный порошок в метеорном камне, упавшем в Пензенской губернии, Краснослободского уезда, около выселка Новый Урей (10 сентября 1886 г.). До тех пор в метеоритах находили уголь и графит (особое изменение — клифтонит), алмаз же лишь подозревали. … Такой же алмаз нашли в метеорите Canon Diablo в Америке и др. Россель (1896) нашёл в закаленной стали мельчайшие частицы алмаза.
— Д. М. Менделеев. Основы химии.
В 1888 году за анализ Ново-Урейского метеорита П. А. Лачинову вновь присвоена Ломоносовская премия (с профессором М. В. Ерофеевым) — учёные первыми в мире выявили присутствие алмазов в метеоритах, открытие это стало основой для получения искусственного алмаза Ш. Фриделем и А. Муассаном (1893).

## Семья
Жена Павла Александровича Лачинова, Мария Константиновна Гульельми — потомок итальянского танцовщика Санкт-Петербургского Большого театра, балетмейстера, А. Г. Гульельми; сын, Владимир Лачинов — филолог (ученик А. Н. Веселовского), переводчик, теоретик театра и театральный критик, актёр.

## Рекомендуемая литература
- РГИА. Ф. 381. — Оп. 8. — Ед.хр. 3503
- РГИА. Ф. 398. — Оп. 32. — Ед.хр. 1127б; Оп. 40. — Ед.хр. 13390